# Та, що породжує вогонь 2: Розпалена знову
«Та, що породжує вогонь 2: Розпалена знову» (англ. Firestarter 2: Rekindled) — американський телевізійний фантастичний трилер 2002 року режисера Роберта Іскова, сиквел фільму «Та, що породжує вогонь» 1984 року. Вперше фільм вийшов на екрани на телеканалі Sci Fi Channel у вигляді двох серій.

## Сюжет
Вінцент Сфорца працює для великої, впливової дослідницької фірми, і він був призначений для розшуку декількох людей, які були частиною експерименту у 1970-х роках, в якому групі студентів коледжу дали дозу хімічної речовини під назвою LOT-6. Очевидно, що жертви експерименту виграли судовий позов, тому їх розшукують для вручення компенсації. У список включена Шарлін "Чарлі" МакГі, нащадок двох учасників експерименту.
Коли Чарлі була дитиною, її матір убили люди, що працювали на таємну урядову організацію, яка хотіла використати її пірокінез як військову зброю. Батько Чарлі Енді убитий Джоном Рейнберідом, професійним вбивцею, якого найняла таж організація. З того часу Чарлі ховається, щоб захистити себе. Під видуманим ім'ям вона зараз працює в університетській бібліотеці, де таємно проводить дослідження, щоб знайти спосіб придушувати її пірокінетичні здібності.
Коли Вінцент, нарешті, знаходить Чарлі, він ненавмисно починає серію подій із смертельними наслідками. Виявляється, що насправді не існує ніякого судового рішення. Джон Рейнбірд, який, як вважалося, був спалений Чарлі, все ще живий, і він шукає Чарлі. Рейнбірд вигадав історію про судовий процес, щоб знайти учасників експерименту LOT-6 та повбимати їх.
Чарлі допомагає Джеймс Річардсон, один з учасників експерименту LOT-6. Експеримент дозволив Джеймсу передбачати майбутнє. Коли Вінсент дізнається всю правду про Рейнберіда, він також вирішує допомогти Чарлі.
Джон Рейнбірд працював над вдосконаленням LOT-6, і створив 6 хлопчиків з незвичними здібностями. У одного є сила навіювання, інший може відчувати істину та обман, двоє можуть переміщати речі силою думки, у одного є руйнівний голос, і найнебезпечніший з них вміє створювати енергетичну вирву, який висмоктує життя та енергія з людини.
Рейнбірд використовує дітей, щоб пограбувати банк. Тоді Чарлі, Вінс та Джеймс зустрічаються у бою із зловмисником. Рейнбірд вбиває Вінсента, Чарлі вбиває Рейнбірда. Тоді Чарлі змагається з енергетичною вирвою. Вона використовує свої сили, щоб знищити енергетичну вирву. Експериментальні діти врешті розуміють, що Чарлі розповідає їм правду, і припиняють боротися. 
Чарлі, нарешті, не потрібно ховатися. В останньому епізоді фільму вона сідає на автобус до Канади.

## У ролях
- Маргеріт Моро — Чарлі Макгі
  - Скай Маккоул Бартусяк — Чарлі Макгі в дитинстві
- Малкольм Макдавелл — Джон Рейнбірд
- Денніс Гоппер — Джеймс Річардсон
- Денні Нуччі — Вінсент Сфорца
- Джон Денніс Джонстон — Джоель Лоун
- Дарнелл Вілльямс — Гіл
- Рон Перкінс — Спеціальний агент Пруїтт
- Дебора Ван Валкенбург — Мері Конант
- Ден Берд — Пол
- Тревис Чарітян — Коді
- Скотті І. Кокс — Ендрю
- Емметт Шомекер — Едвард
- Девон Алан — Макс
- Ерік Джейкобс — Джек